# SubTropolis

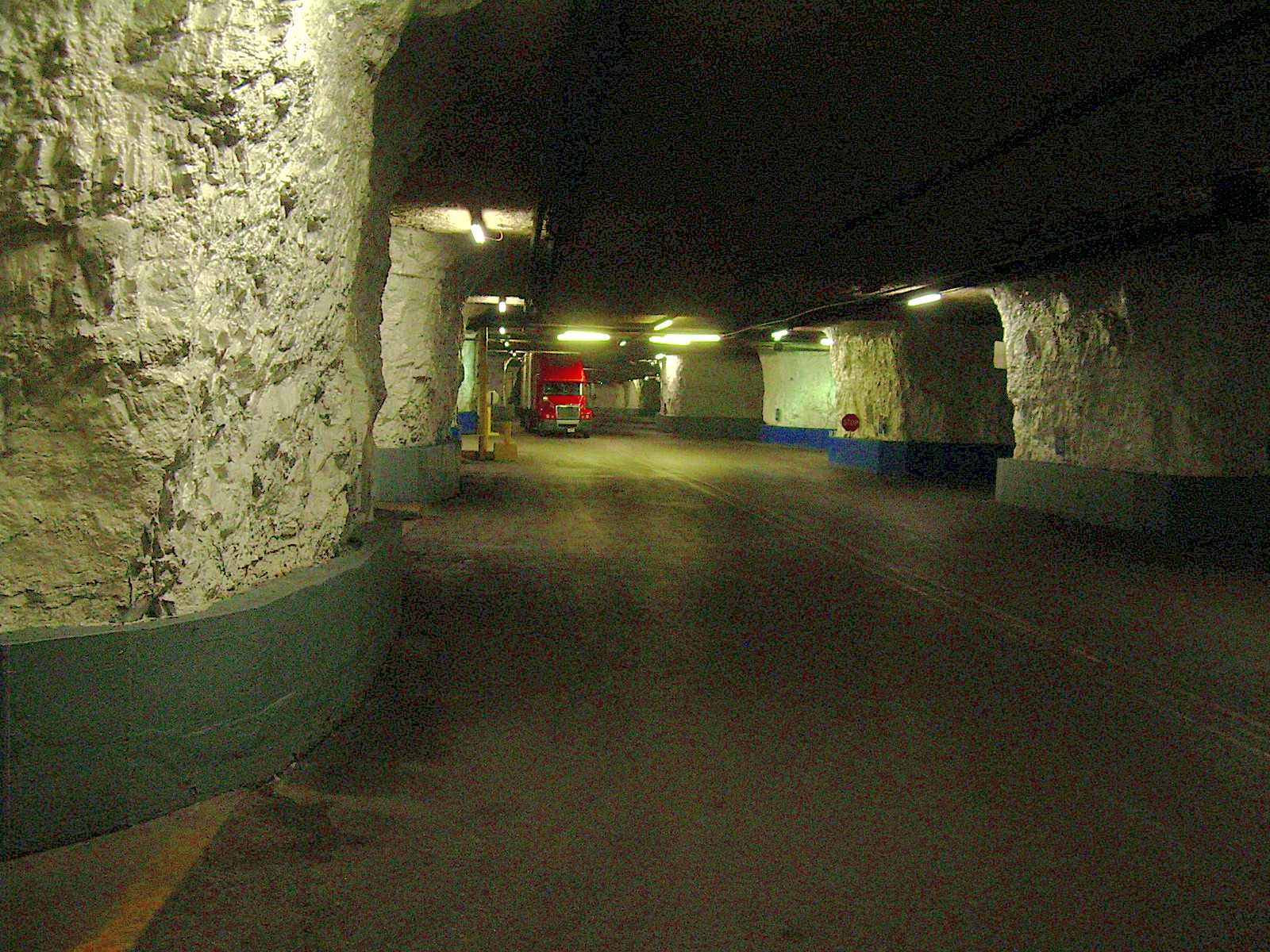
Vista all'interno di SubTropolis

SubTropolis è il nome commerciale di una grotta artificiale di circa 4,5 km² scavata nel sottosuolo vicino al fiume Missouri a Kansas City, negli Stati Uniti d'America.
Originariamente il luogo ospitava una miniera di roccia calcarea e dagli anni settanta del XX secolo è stata trasformata nel più grande centro di stoccaggio sotterraneo del mondo.

## Storia
SubTropolis è un'idea nata dalla famiglia di imprenditori immobiliari Lamar Hunt, che nel 1964 decise di acquistare gli spazi abbandonati della miniera Bethany Falls, ormai esaurita. Dal 1985 SubTropolis è un'area gestita dalla Hunt Midwest Enterprises, una holding immobiliare che comprende anche aziende di vari settori.

## Descrizione
Scavata nello strato ipogeo di un deposito calcareo risalente a 270 milioni di anni fa, SubTropolis in alcuni punti raggiunge la profondità massima di circa 48 metri sotto la superficie, per un'altezza complessiva e costante di circa 5 metri. La struttura si estende per circa 4,5 km². Lo scavo effettuato risulta piuttosto regolare, con due lati rettilinei e perpendicolari. L'intera struttura conta una griglia di pilastri portanti di calcare ricavati dallo scavo originale della miniera con il sistema room and pillar; lasciati grezzi, essi sono prevalentemente quadrangolari da 3 a 7 metri di larghezza per ciascun lato e hanno un aspetto sbozzato, ma regolare.
Lo spazio complessivo ricavato in questa fitta trama di circa 4 000 pilastri ospita svariati spazi commerciali e di stoccaggio, nonché una vera e propria rete stradale a doppia corsia che conta sei direttrici principali e altre strade secondarie per un totale di circa 11 km. Il sistema di trasporti comprende anche una rete ferroviaria che si sviluppa in quattro tronconi paralleli, che si diramano dalla rete principale che corre in superficie, accanto all'arteria stradale principale.
Gli spazi ipogei di SubTropolis sono costantemente illuminati e condizionati, garantendo un clima salubre, asciutto e costante con temperatura compresa tra 15 e 22 °C tutti i giorni dell'anno. Inoltre tutti gli ambienti sono dotati di un sistema di aerazione e antincendio, con un preciso piano di evacuazione.
Con queste caratteristiche peculiari, SubTropolis è la grotta artificiale più grande del mondo a uso civile e commerciale. Gestita dalla società immobiliare Hunt Midwest Enterprises, che ha sede nella stessa SubTropolis, essa ospita svariate attività commerciali che occupano circa la metà dell'area scavata e operano prevalentemente nel settore della logistica e dello stoccaggio per un totale di circa 1 600 persone impiegate. All'interno degli spazi commerciali ci sono uffici, una foresteria, alcuni negozi e svariati magazzini privati dove sono conservate merci di varia natura: dalle derrate alimentari a prodotti farmaceutici e chimici, da prodotti per animali, all'archiviazione di documenti. All'interno di una vasta porzione di questi spazi c'è anche una filiale della Ford, che assembla veicoli commerciali.